# فریست اووک (کارولینای شمالی)
فریست اووک (به انگلیسی: Forest Oaks) شهری در ایالت کارولینای شمالی کشور ایالات متحده آمریکا است که جمعیت آن در سرشماری سال ۲۰۱۰ میلادی، ۳٬۸۹۰ نفر بوده‌است.